# Ted (serie de televisión)
Ted es una serie de televisión web de comedia estadounidense creada por Seth MacFarlane. La serie es la tercera entrega de la franquicia Ted y sirve de precuela a los largometrajes, con MacFarlane retomando su papel de voz del personaje titular. Se lanzó a través de Peacock el 11 de enero de 2024.

## Premisa
Ambientada en 1993, entre la secuencia inicial de Ted (2012), la serie muestra los primeros años de vida de un osito de peluche llamado Ted, que vive con John Bennett y su familia en Framingham, Massachusetts. Además de John y Ted, en la casa de los Bennett viven el padre de John, Matty, su madre, Susan, y su prima, Blaire, que vive con ellos mientras asiste a una universidad cercana. Ted pronto se ve obligado a asistir a la escuela con John, lo que hace que le molesten y se meta en todo tipo de problemas.

## Reparto
- Seth MacFarlane como la voz de Ted
- Max Burkholder como John Bennett. Anteriormente fue interpretado por Mark Wahlberg, Colton Shires y Bretton Manley en Ted.
- Alanna Ubach como Susan Bennett. Antes se llamaba Helen en Ted', y fue interpretada por Alex Borstein.
- Scott Grimes como Matty Bennett. Anteriormente se llamaba Steve en Ted, y fue interpretado por Ralph Garman.
- Giorgia Whigham como Blaire Bennett

## Episodios
| N.º | Título                              | Dirigido por    | Escrito por                | Fecha de lanzamiento original |
| --- | ----------------------------------- | --------------- | -------------------------- | ----------------------------- |
| 1   | «Just Say Yes»                      | Seth MacFarlane | Seth MacFarlane            | 11 de enero de 2024           |
| 2   | «My Two Dads»                       | Seth MacFarlane | Paul Corrigan y Brad Walsh | 11 de enero de 2024           |
| 3   | «Ejectile Dysfunction»              | Seth MacFarlane | Dana Gould                 | 11 de enero de 2024           |
| 4   | «Subways, Bicycles and Automobiles» | Seth MacFarlane | Jon Pollack                | 11 de enero de 2024           |
| 5   | «Desperately Seeking Susan»         | Seth MacFarlane | Seth MacFarlane            | 11 de enero de 2024           |
| 6   | «Loud Night»                        | Seth MacFarlane | Julius Sharpe              | 11 de enero de 2024           |
| 7   | «He's Gotta Have It»                | Seth MacFarlane | Paul Corrigan y Brad Walsh | 11 de enero de 2024           |

## Producción
En junio de 2021, se anunció que Peacock había ordenado la realización de una serie precuela de la película de 2012. Además de ser productor ejecutivo de la serie, Seth MacFarlane vuelve a interpretar al personaje Ted. En abril de 2022, Scott Grimes, Max Burkholder y Giorgia Whigham se unieron al reparto. En mayo de 2022, Alanna Ubach completó el reparto de la serie.
El rodaje comenzó en agosto de 2022. En noviembre de 2022, Seth MacFarlane confirmó que el rodaje había concluido.

## Lanzamiento
El estreno de la serie tuvo lugar el 10 de enero de 2024 en el AMC Cinema at The Grove de Los Ángeles.
Los siete episodios de Ted se estrenaron el 11 de enero de 2024.

## Recepción
El sitio web agregador de críticas Rotten Tomatoes la serie registró un índice de aprobación del 67%, basado en 15 reseñas, con una calificación promedio de 6.8/10. En Metacritic, tiene puntaje promedio ponderado de 54 sobre 100, basado en 13 reseñas, lo que indica «reseñas mixtas o medias».